# شن جون
شن جون (بالصينية: 沈俊) (5 أكتوبر 1986 بشانغهاي في الصين - ) هو لاعب كرة قدم صيني في مركز حراسة المرمى. لعب مع شانغهاي غرينلاند شينهوا ونادي غويزهو رينهي.

## وصلات خارجية
- شن جون على موقع قاعدة بيانات كرة القدم.إي يو (الإنجليزية)
- شن جون على موقع عالم كرة القدم.نت (الإنجليزية)